# Jacek Chrząszczewski
Jacek Wacław Chrząszczewski (ur. 27 grudnia 1967 r. w Krakowie) – polski architekt i historyk sztuki, doktor nauk technicznych w dyscyplinie architektura i urbanistyka, w specjalności historia i konserwacja zabytków architektury i urbanistyki, w latach 2008-2016 zastępca małopolskiego wojewódzkiego konserwatora zabytków.

## Życiorys
W r. 1986 uzyskał świadectwo dojrzałości w II Liceum Ogólnokształcącym im. Króla Jana III Sobieskiego w Krakowie. W 1991 r. ukończył studia na kierunku architektura i urbanistyka na Wydziale Architektury Politechniki Krakowskiej i odbył praktykę projektową w Urzędzie Budowlanym w Erlangen pod Norymbergą w Bawarii. W r. 1994 ukończył studia z historii sztuki na Wydziale Historycznym Uniwersytetu Jagiellońskiego. W 1998 r. przebywał na stypendium naukowym Fundacji z Brzezia Lanckorońskich w Rzymie. W latach 1998–2005 był asystentem naukowo-dydaktycznym w Instytucie Architektury Krajobrazu Politechniki Krakowskiej. Od 1998 r. pracuje w Wojewódzkim Urzędzie Ochrony Zabytków w Krakowie nadzorując roboty budowlane, prace konserwatorskie i restauratorskie przy zabytkach województwa małopolskiego. Jest autorem licznych publikacji na temat architektury i sztuki Ormian polskich, w tym trzech książek. W r. 2004 zaprojektował ormiański chaczkar w Krakowie. W 2007 r. ukończył Training Course on Restoration we Włoszech. W latach 2008–2016 był zastępcą małopolskiego wojewódzkiego konserwatora zabytków. Od 2010 r. prowadzi wykłady z ochrony zabytków w Instytucie Historii Sztuki Uniwersytetu Jagiellońskiego. W r. 2014 otrzymał stopień naukowy doktora na podstawie rozprawy pt. Kalwarie austriackie XVII i XVIII wieku. Od 2016 r. jest w Muzeum Żup Krakowskich w Wieliczce pełnomocnikiem dyrektora ds. konserwatorskich, który sprawuje nadzór konserwatorski nad historycznymi kopalniami soli w Wieliczce i Bochni jako Konserwator Zabytków Krakowskich Żup Solnych.

## Wybrane publikacje
- Jacek Chrząszczewski, Historia kościoła ormiańskiego p.w. Chwalebnego Wniebowzięcia Bogurodzicy Marii Panny w Zamościu, „Biuletyn Ormiańskiego Towarzystwa Kulturalnego”, Nr 3, Kraków: Ormiańskie Towarzystwo Kulturalne, 1994, s. 28-39.
- Jacek Chrząszczewski, Rekonstrukcja wyglądu kościoła ormiańskiego w Zamościu na podstawie zachowanych dokumentów i planów, „Biuletyn Ormiańskiego Towarzystwa Kulturalnego”, Nr 4, Kraków: Ormiańskie Towarzystwo Kulturalne, 1995, s. 15-12 (z rysunkiem rekonstrukcyjnym opracowanym przez autora).
- Eac‘ek‘ Xžonšč‘evsk‘i, Patmakan aknark` Lehastani Zamoyšč k‘ałak‘i hayoc‘ „Hrašap‘ał Verap‘oxumn S. Astuacacnay" ekełec‘woy (w j. zachodnioormiańskim: Historyczny szkic o kościele ormiańskim „Cudownego Wniebowzięcia Świętej Bogurodzicy" w polskim mieście Zamość, tłum. dr Ara Sayegh), „Ganjasar” (Pismo Urzędowe Diecezji Peria, Narodowego Biskupstwa Ormiańskiego w Syrii), Aleppo 3.04.1996, s. 7 i 15 – liczne przedruki, m.in. w czasopiśmie „Alik” Nr 128 z 23.06.1996 w Teheranie.
- Jacek Chrząszczewski, Armenische Kirchen im ehemaligen Polen [w:] Mitteleuropa – Kunst, Regionen, Beziehungen, Studentenkolloquium vom 28. bis 29. April 1994 in Budapest, Instytut Historii Sztuki Uniwersytetu ELTE, red. Krisztina Passuth, Bratislava: STIMUL,1995, s. 53-62.
- Jacek Chrząszczewski, Kościół ormiański w Stanisławowie [w:] Sztuka kresów wschodnich, t. 2, Materiały sesji naukowej, Kraków, maj 1995, Instytut Historii Sztuki Uniwersytetu Jagiellońskiego, red. J. K. Ostrowski, Kraków: Oficyna Wydawnicza Text, 1996, s. 167-191. [dostęp 2021-07-04]
- Jacek Chrząszczewski, Ormianie w Kamieńcu Podolskim, „Краківські Обрії” / „Horyzonty Krakowskie”, Nr 5-6, Kraków: Fundacja św. Włodzimierza Chrzciciela Rusi Kijowskiej, 1997, s. 22-24.
- Jacek Chrząszczewski, Górnoaustriackie kościoły kalwaryjne projektu Johanna Michaela Prunnera [w:] Sacrum w ogrodach. Święte ogrody kalwaryjne i ich symbolika, red. Anna Mitkowska (Monografia 216 Politechniki Krakowskiej), Kraków: Wydawnictwo Politechniki Krakowskiej, 1997, s. 153-165.
- Jacek Chrząszczewski, Kościoły ormiańskie na Podolu. Architektura i wyposażenie [w:] Sztuka kresów wschodnich, t. 3, Materiały sesji naukowej, Kraków, październik 1996, Instytut Historii Sztuki Uniwersytetu Jagiellońskiego, red. Jan K. Ostrowski, Kraków: Oficyna Wydawnicza Text, 1998, s. 69-106. [dostęp 2021-07-04].
- Jacek Chrząszczewski: Ormiańskie świątynie na Podolu = Հայկական եկեղեցիները Պոդոլէում = Armenian Churches in Podolia. Kraków: Ormiańskie Towarzystwo Kulturalne, 1998. ISBN 83-903157-2-6. LCCN 99225286. OCLC 231788075. Brak numerów stron w książce
- Jacek Chrząszczewski, Zarys historii architektury w Armenii, „Biuletyn Ormiańskiego Towarzystwa Kulturalnego”, Nr 23, Kraków: Ormiańskie Towarzystwo Kulturalne, 2000, s. 3-23.
- Jacek Chrząszczewski. Historia katedry ormiańskiej we Lwowie. „Biuletyn Ormiańskiego Towarzystwa Kulturalnego”. Nr 26/27, s. 3-54, 2001. Kraków: Ormiańskie Towarzystwo Kulturalne. ISSN 1233-8605. [dostęp 2021-07-04].
- Jacek Chrząszczewski: Kościoły Ormian polskich. Warszawa: Res Publica Multiethnica, 2001. ISBN 83-909001-0-6. LCCN 2004413242. OCLC 54891164. [dostęp 2021-07-04]. Brak numerów stron w książce
- Jacek Chrząszczewski, Dziedzictwo przyrodnicze i kulturowe w gospodarce turystycznej Egiptu [w:] Dziedzictwo przyrodnicze i kulturowe a współczesne tendencje w gospodarce turystycznej, red. Wacław Rettinger, Akademia Wychowania Fizycznego im. Bronisława Czecha w Krakowie, Zeszyty Naukowe nr 88, Kraków 2002, s. 87-92.
- Jacek Chrząszczewski, Kościół ormiańskokatolicki p.w. Niepokalanego Poczęcia N.M.P. w Brzeżanach, „Biuletyn Ormiańskiego Towarzystwa Kulturalnego”, Nr 32/33, Kraków: Ormiańskie Towarzystwo Kulturalne, 2003, s. 3-21.
- Jacek Chrząszczewski, Ormiańskie budowle Kamieńca Podolskiego, "Nasza Politechnika", Nr 3, Kraków: Politechnika Krakowska, 2003, s. 28-31.
- Jacek Chrząszczewski, Projekt chaczkaru ormiańskiego przy kościele Św. Mikołaja w Krakowie, „Biuletyn Ormiańskiego Towarzystwa Kulturalnego”, Nr 34/35, Kraków: Ormiańskie Towarzystwo Kulturalne, 2003, s. 3-10.
- Jacek Chrząszczewski, Wykorzystanie światła słonecznego w ekspozycji symboliki chaczkaru ormiańskiego przy kościele Św. Mikołaja w Krakowie, „Biuletyn Ormiańskiego Towarzystwa Kulturalnego”, Nr 36/37, Kraków: Ormiańskie Towarzystwo Kulturalne, 2004, s. 46-47.
- Jacek Chrząszczewski, Kościół parafialny obrządku rzymsko- i ormiańskokatolickiego p.w. Wniebowzięcia Najśw. Panny Marii w Łyścu [w:] Materiały do dziejów sztuki sakralnej na ziemiach wschodnich dawnej Rzeczypospolitej, red. naukowa Jan K. Ostrowski, część I: Kościoły i klasztory rzymskokatolickie dawnego województwa ruskiego, t. 14, Kraków: Międzynarodowe Centrum Kultury, 2006, s. 207-219.
- Jacek Chrząszczewski, Adaptacja budynku dawnej podstacji elektrycznej przy ul. Biskupiej 1 w Krakowie na biuro architektoniczne i 2-poziomowe mieszkania, jako jeden z przykładów rewitalizacji dziedzictwa postprzemysłowego Małopolski [w:] VII Konferencja Naukowo-Techniczna „REW-INŻ’2006”, t. 2, Kraków: Politechnika Krakowska, 31 maja - 2 czerwca 2006, s. 19-33.
- Jacek Chrząszczewski: Ormianie polscy i ich chaczkar w Krakowie = The Polish Armenians and their khachkar in Cracow = Les Arméniens polonais et leur khatchkar à Cracovie = Die Polnischen Armenier und ihr Chatschkar in Krakau = Польские армяне и их хачкар в Кракове = Լեհաստանի հայերը և իրենց խաչքարը Կրակովում. Kraków: Ormiańskie Towarzystwo Kulturalne, 2007. ISBN 978-83-903157-9-9. LCCN 2008479424. OCLC 312240333.
- Jacek Chrząszczewski, Odbudowa ruin Opactwa Benedyktynów w Tyńcu i ich adaptacja do nowych funkcji / Wiederaufbau der Ruinen der Benediktinerabtei in Tyniec und ihre Anpassung an neue Funktionem [w:] Ruiny zabytków sakralnych – ochrona i adaptacja do nowych funkcji / Ruinen der Sakraldenmäler – Schutz und Anpassung an neue Funktionen, Materiały z międzynarodowej konferencji naukowej / Tagungsband der internationalen wissenschaftlichen Konferenz. Gubin 6-8 listopada 2008 r. / Gubin 6.-8. November 2008, Wydawca / Herausgeber: Fundacja „Fara Gubińska – Centrum Spotkań Polsko-Niemieckich”, Gubin 2008, s. 363-392.
- Jacek Chrząszczewski, Wybrane inwestycje górnicze i budowlane, prace konserwatorskie i restauratorskie oraz badania archeologiczne w Wieliczce w ostatniej dekadzie XX wieku i pierwszej dekadzie XXI wieku, „Renowacje i Zabytki”, Nr 1 (41) 2012, s. 32-59.
- Jacek Chrząszczewski, Kalwaria na Austeinie w Grazu, „Czasopismo Techniczne”, seria Architektura, 2-A/2012, zeszyt 7, rok 109, Kraków: Wydawnictwo Politechniki Krakowskiej, 2012, s. 29-49. [dostęp 2021-07-04].
- Jacek Chrząszczewski, Rewaloryzacja starego miasta i kopalni soli w Wieliczce w latach 1990-2015 [w:] Przeszłość dla przyszłości, t. 4, red. Ewa Węcławowicz-Gyurkovich, Elżbieta Waszczyszyn, Monografia 501, seria Architektura, Kraków: Wydawnictwo Politechniki Krakowskiej, 2015, s. 15-23.
- Jacek Chrząszczewski, Chaczkary, krzyże wotywne, epitafia, płyty nagrobne i pamiątkowe Ormian polskich jako materialne znaki pamięci o ludziach i ich czasach [w:] Znak – Symbol – Rytuał, tom 8: Misericordia Domini, red. Józef Marecki i Lucyna Rotter, Kraków: Wydawnictwo UNUM, 2016, s. 327-353.
- Jacek Chrząszczewski, Ochrona i restauracja dziedzictwa kulturowego Wieliczki w latach 1976-2017 [w:] Український Форум Реставрації: Музеї та реставрація у контексті збереження культурної спадщини: актуальні виклики сучасності. Збірник наукових праць міжнародної науково-практичної конференції, 06-07 червня 2017 р., м. Київ / Museums and Restoration as Instruments of Cultural Heritage Preservation: Present Day Challenges. International scientific and practical conference, June 06-07, 2017, Kyiv, Міністерство культури України (та інші), s. 8-14.
- Jacek Chrząszczewski, Kalwaria w Hernals (Wiedeń) [w:] Aspekty konserwatorskie i ekologiczne w ochronie krajobrazu, red. Katarzyna Hodor, Kraków: Wydawnictwo Politechniki Krakowskiej, 2019, cz. 2, s. 67-111. ISBN 978-83-65991-88-1. [dostęp 2021-07-04]
- Jacek Chrząszczewski, Protection and revalorisation of public spaces in the historic centre of Wieliczka in the first two decades of the 21st century, "Protection of Cultural Heritage", ICOMOS Poland, Lublin University of Technology, No. 18, 2023, pp. 83–108. https://doi.org/10.35784/odk.3741 ISSN 2543-6422 (online) [dostęp 2024-08-04]